# Women's Prize for Fiction
Women's Prize for Fiction, (tidigare Orangepriset, Orange Prize for Fiction och Baileys Women's Prize for Fiction) är ett litteraturpris som årligen delas ut till en bok på engelska av en kvinnlig författare som givits ut i Storbritannien. Priset anses vara ett av Storbritanniens mest prestigefyllda litteraturpris. Med hjälp av finansiering från Orange, en brittisk mobiloperatör och Internetleverantör, kunde priset ges ut år 1996 med hjälp av en jury bestående av manliga och kvinnliga journalister, recensenter, agenter, förläggare, bibliotekarier och bokhandlare. Även hedersledamoten Kate Mosse. Orange sponsrade priset fram till 2012 då privata aktörer tog över och det bytte namn från Orange Prize for Fiction till Women's Prize for Fiction.
Priset inrättades för att uppmärksamma och erkänna bidrag från kvinnliga författare som Mosse ansåg ofta inte sågs i andra stora litterära utmärkelser. Det skapades också som en reaktion mot att de nominerade till Bookerpriset 1991 enbart var män. Vinnaren av priset får 30 000 brittiska pund och en bronsstatyett kallad Bessie, skapad av konstnären Grizel Niven. Vanligtvis presenteras de nominerade till priset runt mars månad varje år, i juni meddelas vinnaren. Vinnaren blir vald av en jury bestående av "fem framstående kvinnor" varje år. 
Det brittiska tv-bolaget BBC anser att priset ingår i en "trefald" av brittiska priser, tillsammans med Bookerpriset och Costa Book Awards. Försäljningen av böcker nominerade till dessa tre priser ökar vanligtvis kraftigt. Boken som vann år 2004 sålde nästan 1 miljon exemplar.
Det faktum att priset endast ges ut till kvinnor anses kontroversiellt. Efter att priset instiftades sade Germaine Greer att det snart skulle instiftas ett pris för "författare med rött hår". Vinnaren av 1990 års upplaga av Bookerpriset, A. S. Byatt menade att priset var ett sexistiskt pris, hon menade även att priset egentligen inte ens behövs. Linda Grant anklagades för plagiat som följd av hennes vinst år 2000.
Ingen kvinna har vunnit priset två gånger, men Margaret Atwood har blivit nominerad till priset tre gånger utan att vinna.

## Vinnare och nominerade
| År   | Vinnare | Vinnare                  | Bok                                                       | Nominerade | Anmärkningar | Ref(s)              |
| ---- | ------- | ------------------------ | --------------------------------------------------------- | --- | --- | ------------------- |
| 1996 |         | Helen Dunmore            | A Spell of Winter                                         | Julia Blackburn, The Book of Colour Pagan Kennedy, Spinsters Amy Tan, The Hundred Secret Senses Anne Tyler, Ladder of Years Marianne Wiggins, Eveless Eden                                               | Första priset. | [ 18 ] [ 19 ]       |
| 1997 |         | Anne Michaels            | Fugitive Pieces (Minnen av flykt)                         | Margaret Atwood, Alias Grace Deirdre Madden, One by One in the Darkness Jane Mendelsohn, I Was Amelia Earhart E. Annie Proulx, Accordion Crimes Manda Scott, Hen's Teeth                                 | Första vinnare som inte var brittisk.                                                                                             | [ 20 ]              |
| 1998 |         | Carol Shields            | Larry's Party (Larrys gäster)                             | Kirsten Bakis, Lives of the Monster Dogs Pauline Melville, The Ventriloquist's Tale Ann Patchett, The Magician's Assistant Deirdre Purcell, Love Like Hate Adore Anita Shreve, Vikten av vatten          | Andra vinnaren från Kanada. | [ 21 ] [ 22 ]       |
| 1999 |         | Suzanne Berne            | A Crime in the Neighborhood                               | Julia Blackburn, The Leper's Companions Marilyn Bowering, Visible Worlds Jane Hamilton, The Short History of a Prince Barbara Kingsolver, The Poisonwood Bible Toni Morrison, Paradis                    | Blackburns andra nominering. | [ 23 ] [ 24 ]       |
| 2000 |         | Linda Grant              | When I Lived in Modern Times (När jag levde i modern tid) | Judy Budnitz, If I Told You Once Éilís Ní Dhuibhne, The Dancers Dancing Zadie Smith, Vita tänder Elizabeth Strout, Amy and Isabelle Rebecca Wells, Ya-Ya flickornas gudomliga hemligheter                | Andra brittiska vinnaren. | [ 17 ] [ 25 ]       |
| 2001 |         | Kate Grenville           | The Idea of Perfection                                    | Margaret Atwood, The Blind Assassin Jill Dawson, Fred & Edie Rosina Lippi, Homestead Jane Smiley, Horse Heaven Ali Smith, Hotel World                                                                    | Atwoods andra nominering. | [ 26 ] [ 27 ]       |
| 2002 |         | Ann Patchett             | Bel Canto                                                 | Anna Burns, No Bones Helen Dunmore, The Siege Maggie Gee, The White Family Chloe Hooper, A Child's Book of True Crime Sarah Waters, Fingersmith                                                          | Dunmores första nominering sedan vinsten år 1996.                                                                                 | [ 28 ]              |
| 2003 |         | Valerie Martin           | Property (Ägodel)                                         | Anne Donovan, Buddha Da Shena Mackay, Helgoland Carol Shields, Unless Zadie Smith, The Autograph Man Donna Tartt, Den lille vännen                                                                       | Shields första nominering sedan vinsten år 1998. Smiths andra nominering.                                                         | [ 21 ]              |
| 2004 |         | Andrea Levy              | Small Island                                              | Chimamanda Ngozi Adichie, Lila hibiskus Margaret Atwood, Oryx and Crake Shirley Hazzard, The Great Fire Gillian Slovo, Ice Road Rose Tremain, The Colour                                                 | Första brittiska vinsten sedan år 2000. Atwoods tredje nominering. Vinnarboken Small Island vann även Whitbread Book of the Year. | [ 29 ] [ 30 ]       |
| 2005 |         | Lionel Shriver           | Vi måste prata om Kevin (Vi måste prata om Kevin)         | Joolz Denby, Billy Morgan Jane Gardam, Old Filth Sheri Holman, The Mammoth Cheese Marina Lewycka, En kort berättelse om traktorer på ukrainska Maile Meloy, Liars and Saints                             | | [ 2 ] [ 31 ] [ 32 ] |
| 2006 |         | Zadie Smith              | On Beauty (Om skönhet)                                    | Nicole Krauss, Kärlekens historia Hilary Mantel, Beyond Black Ali Smith, The Accidental Carrie Tiffany, Everyman's Rules for Scientific Living Sarah Waters, The Night Watch                             | Zadie Smiths första vinst, andra gången hon vart nominerad. Ali Smith och Sarah Waters andra nominering.                          | [ 33 ]              |
| 2007 |         | Chimamanda Ngozi Adichie | Half of a Yellow Sun (En halv gul sol)                    | Rachel Cusk, Arlington Park Kiran Desai, The Inheritance of Loss Xiaolu Guo, Kortfattad kinesisk-engelsk ordbok för älskande Jane Harris, The Observations Anne Tyler, Digging to America                | Tylers andra nominering. Priset bytte namn till "Orange Broadband Prize for Fiction".                                             | [ 34 ]              |
| 2008 |         | Rose Tremain             | The Road Home                                             | Nancy Huston, Fault Lines Sadie Jones, The Outcast Charlotte Mendelson, When We Were Bad Heather O'Neill, Lullabies for Little Criminals Patricia Wood, Lottery                                          | | [ 35 ] [ 36 ]       |
| 2009 |         | Marilynne Robinson       | Home                                                      | Ellen Feldman, Scottsboro Samantha Harvey, The Wilderness Samantha Hunt, The Invention of Everything Else Deirdre Madden, Molly Fox's Birthday Kamila Shamsie, Burnt Shadows                             | Priset bytte namn till "Orange Prize for Fiction"                                                                                 | [ 37 ] [ 38 ]       |
| 2010 |         | Barbara Kingsolver       | The Lacuna                                                | Rosie Alison, The Very Thought of You Attica Locke, Black Water Rising Hilary Mantel, Wolf Hall Lorrie Moore, A Gate at the Stairs Monique Roffey, The White Woman on the Green Bicycle                  | | [ 39 ]              |
| 2011 |         | Téa Obreht               | The Tiger's Wife (Tigern i Galina)                        | Emma Donoghue, Room Aminatta Forna, The Memory of Love Emma Henderson, Grace Williams Says it Loud Nicole Krauss, Det stora huset Kathleen Winter, Annabel                                               | Yngsta vinnaren någonsin av priset, Obreht var endast 25 år när hon vann.                                                         | [ 40 ] [ 41 ]       |
| 2012 |         | Madeline Miller          | The Song of Achilles                                      | Esi Edugyan, Half Blood Blues Anne Enright, The Forgotten Georgina Harding, Painter of Silence Cynthia Ozick, Foreign Bodies Ann Patchett, State of Wonder                                               | | [ 42 ]              |
| 2013 |         | A.M. Homes               | May We Be Forgiven                                        | Kate Atkinson, Life After Life Barbara Kingsolver, Flight Behaviour Hilary Mantel, Bring Up the Bodies Maria Semple, Where’d You Go, Bernadette Zadie Smith, NW                                          | Priset bytte namn till "Women's Prize for Fiction".                                                                               | [ 43 ]              |
| 2014 |         | Eimear McBride           | A Girl Is a Half-formed Thing                             | Chimamanda Ngozi Adichie, Americanah Hannah Kent, Burial Rites Jhumpa Lahiri, Sankmark Audrey Magee, The Undertaking Donna Tartt, Steglitsan                                                             | Priset bytte officiellt namn till "Baileys Women's Prize for Fiction". Första shortlisten utan någon brittisk författare.         | [ 44 ] [ 45 ]       |
| 2015 |         | Ali Smith                | How to Be Both                                            | Laline Paull, The Bees Anne Tyler, Den blå tråden Sarah Waters, Hyresgästerna Kamila Shamsie, A God in Every Stone Rachel Cusk, Outline                                                                  | Paulls debutroman. | [ 46 ] [ 47 ]       |
| 2016 |         | Lisa McInerney           | The Glorious Heresies                                     | Cynthia Bond, Ruby Anne Enright, The Green Road Elizabeth McKenzie, The Portable Veblen Hannah Rothschild, The Improbability of Love Hanya Yanagihara, A Little Life                                     | Debutromanerna för McInerney, Bond, McKenzie och Rothschild.                                                                      | [ 48 ]              |
| 2017 |         | Naomi Alderman           | Makten                                                    | Ayòbámi Adébáyò, Stanna hos mig Linda Grant, The Dark Circle C. E. Morgan, The Sport of Kings Gwendoline Riley, Första kärleken Madeleine Thien, Do Not Say We Have Nothing                              | | [ 49 ] [ 50 ]       |
| 2018 |         | Kamila Shamsie           | Vår älskade                                               | Elif Batuman, Idioten Imogen Hermes Gowar, The Mermaid and Mrs Hancock Jessie Greengrass, Sight Meena Kandasamy, When I Hit You: Or, A Portrait of the Writer as a Young Wife Jesmyn Ward, De dödas sång | | [ 51 ]              |
| 2019 |         | Tayari Jones             | Ett amerikanskt äktenskap                                 | Pat Barker, The Silence of the Girls Oyinkan Braithwaite, Min syster, seriemördaren Anna Burns, Mjölkbudet Diana Evans, Ordinary People Madeline Miller, Kirke                                           | | [ 52 ]              |
| 2020 |         | Maggie O’ Farrell        | Hamnet                                                    | Angie Cruz, Dominicana Bernardine Evaristo, Girl, Woman, Other Natalie Haynes, A Thousand Ships Hilary Mantel, Spegeln och ljuset Jenny Offill, Weather                                                  | | [ 52 ]              |
| 2021 |         | Susanna Clarke           | Piranesi                                                  | Brit Bennett, Hjärtlinjer Claire Fuller, Unsettled Ground Yaa Gyasi, Inte av denna värld Cherie Jones, How the One-Armed Sister Sweeps Her House Patricia Lockwood, No One is Talking About This         | | [ 53 ]              |
| 2022 |         | Ruth Ozeki               | The Book of Form and Emptiness                            | Lisa Allen-Agostini, The Bread the Devil Knead Elif Şafak, The Island of Missing Trees Meg Mason, Sorgen, lyckan, livet Louise Erdrich, The Sentence Maggie Shipstead, Great Circle                      | |                     |
| 2023 |         | Barbara Kingsolver       | Demon Copperhead                                          | Priscilla Morris, Black Butterflies Laline Paull, Pod Jacqueline Crooks, Fire Rush Louise Kennedy, Trespasses Maggie O’Farrell, The Marriage Portrait                                                    | |                     |
| 2024 |         | V. V. Ganeshananthan     | Brotherless Night                                         | Anne Enright, The Wren, The Wren Kate Grenville, Restless Dolly Maunder Isabella Hammad, Enter Ghost Claire Kilroy, Soldier Sailor Aube Rey Lescure, River East, River West                              | |                     |
| 2025 |         | Yael van der Wouden      | The Safekeep                                              | Aria Aber, Good Girl Miranda July, All Fours Elizabeth Strout, Tell Me Everything Sanam Mahloudji, The Persians Nussaibah Younis, Fundamentally                                                          | |                     |